# Tor Bergström
Tor Bergström, född Torvald Mauritz Bergström 8 augusti 1900 i Norrköping, död 12 april 1981 i Stockholm, var en svensk sångtextförfattare, manusförfattare och kompositör. Han är även känd under pseudonymen Herr Dardanell.

## Biografi
Bergström engagerades av Ernst Rolf 1927 som kuplettförfattare. Han skrev även ett flertal kupletter åt Folkets hus-revyerna i Stockholm. Mellan 1941 och 1943 arbetade han som souschef och regissör på Scalateatern och 1943–1947 på Södra teatern i Stockholm. Han började producera egna revyer 1948, som han turnerade med.
Bergström var först gift med skådespelaren Greta Bjerke och senare med sångerskan Ester Estéry.

## Filmografi i urval

### Manus
- 1940 – Beredskapspojkar
- 1940 – Kronans käcka gossar

### Musik
- 1940 – Beredskapspojkar